# Sir Yes Sir
Sir Yes Sir is een Antwerpse rockgroep. Het collectief bestaat uit Tijs Delbeke (stem, gitaar, toetsen), Tom Veugen (gitaar), Dries Laheye (basgitaar), Alban Sarens (toetsen, tenorsaxofoon), en Dave Menkehorst (drums). De groep sloot in het voorjaar van 2012 een overeenkomst met platenlabel EMI Music Belgium. Op vrijdag 1 februari 2013 bracht Sir Yes Sir zijn debuutalbum We Should Talk uit.

## Ep's

### Titelloos
In 2011 bracht Sir Yes Sir een titelloze debuut-ep uit. Die ep was de voorbode voor het contract dat de groep in 2012 afsloot met platenlabel EMI Music.

## Albums
| Titel Album    | Datum Release   | Platenlabel       |
| -------------- | --------------- | ----------------- |
| We Should Talk | 1 februari 2013 | EMI Music Belgium |

### We Should Talk
We Should Talk is het debuutalbum van Sir Yes Sir en telt 12 songs. We Should Talk werd opgenomen in de La Chapelle Studio's. In diezelfde studio namen o.a. ook Goose, Dez Mona en Daan al een album op.
| Track | Titel                              |
| ----- | ---------------------------------- |
| 1     | Shelter                            |
| 2     | Ideas for a Waste of Time          |
| 3     | Longing = Good Taste               |
| 4     | She                                |
| 5     | Keep the Horsemen Out              |
| 6     | Save me                            |
| 7     | The Owl                            |
| 8     | Smiling (what have we come to be?) |
| 9     | I lie myself to sleep again        |
| 10    | Life Abuse                         |
| 11    | Where are we going?                |
| 12    | Tonight at Noon                    |

## Singles
| Titel Single         | Datum Release   | Platenlabel       |
| -------------------- | --------------- | ----------------- |
| Longing = Good Taste | 22 oktober 2012 | EMI Music Belgium |
| Save Me              | 25 januari 2013 | EMI Music Belgium |

De single Longing = good taste stond in De Afrekening, een top-30 samengesteld op basis van stemmen van de luisteraars van Studio Brussel, van 10 november 2012 tot 19 januari 2013. De hoogste plaats was de 21ste.